# Sankt Sebastian (Kammlach)
Sankt Sebastian ist ein Ortsteil der oberschwäbischen Gemeinde Kammlach im Landkreis Unterallgäu in Bayerisch-Schwaben. 

## Geographie
Die Einöde liegt etwa 500 Meter südlich von Unterkammlach und ist über eine Landstraße mit diesem verbunden. Im Osten des Ortes verläuft die Kammel. Entstanden ist die Einöde erst nach 1820, die Votivkapelle St. Sebastian wurde jedoch bereits am 1. Mai 1636 geweiht.